# Táltos

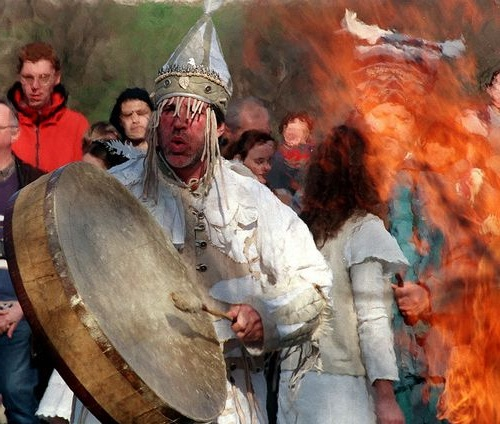
Un xaman hongarès

El taltos (en hongarès també «tátos») és una figura de la mitologia hongaresa, un fetiller amb el poder sobrenatural similar al d'un xaman.

## Descripció
La definició més acurada de taltos la va fer un sacerdot catòlic i romà, Arnold Ipolyi, en la seva col·lecció de creences folklòriques, Magyar mitológia (mitologia hongaresa) el 1854. Un taltos és triat pels déus o pels esperits abans del naixement o durant la infantesa. Els infants que tenien dents en néixer, un sisè dit, altres ossos de més a més, o que neixen amb una membrana amniòtica al cap eren sovint considerats possibles escollits per a ser xamans.
Si l'os extraordinari del nounat es trencava o el robaven abans que el taltos fes 7 anys, aquest perdria totes les seves habilitats. El xaman no pot aprendre l'ofici ni ensenyar-lo, només es traspassa a través d'una crida o fet sobrenatural. Algunes creences diuen que un taltos ha d'alimentar-se de llet materna fins als set anys, cosa que li donaria una immensa força física. Un exemple d'aquest fet passa en el conte tradicional hongarès Fehérlofia.
L'habilitat més important d'un taltos és la meditació o el trànsit espiritual anomennat révülés (del verb révül). En aquest estat pot guarir ferides i malalties a més d'esbrinar veritats amagades a conseqüència d'«enviar l'ànima cap a les estrelles». El taltos ha estat triat pels déus o pels esperits amb una missió específica a la vida i té el deure de comunicar-se amb tota la nació hongaresa quan hi ha algun perill, quan cal advertir d'invasions d'exèrcits estrangers o quan hi ha un esfondrament cultural imminent.

## Pagans
En general els taltos són considerats com a part de la religió pagana. Es diu que varen existir fins a l'era dels Habsburg, que fou quan aquesta tradició pagana va acabar-se.
En el sostre pintat de l'església de Székelyderzsi hi havia una figura amb sis dits, cosa que va «corregir-se» posteriorment restaurant la pintura amb només cinc dits.

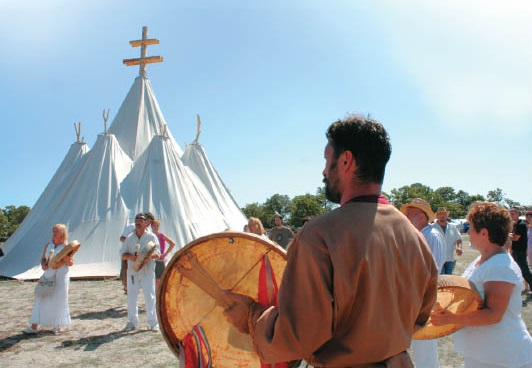
Cerimònia de religiosa de nadius hongaresos

Posteriorment, en el cristianisme, algunes vegades el mateix Jesucrist seria anomenat com l'égi taltos (o el xaman celestial).

## Origen de la paraula
La paraula taltos té un origen incert, però probablement té relació amb la paraula hongaresa tált, que es refereix a «obert de bat a bat» en el sentit que son ments obertes al món. Altres teories diuen que ve de les llengües uralianes en què taitaa vol dir «per saber-ne, cal entendre-ho» o que és una paraula derivada del mot turc talt que vol dir «inconscient».

## Göncöl i Kampó
En llegendes i contes tradicionals hongaresos el taltos hi acostuma a sortir, per exemple a Göncöl i Kampó.
En Kampó tenia el cos de gel (jégtestű) i era baixet i amb les cames gruixudes. Va viure a Temesvár (avui dia, Timișoara), menjava, a la ciutat de Buda, a la mateixa taula que el rei Maties Corví i sempre anava malgirbat. El rei Maties va ser qüestionat diverses vegades sobre el perquè un pobre de cal penja i despenja menjava a la mateixa taula que ell, però el rei va insistir a mantenir aquesta tradició. Quan l'exèrcit turc va atacar el Regne d'Hongria, Kampó va treure foc pels queixals i va lluitar amb el seu cos contra el metall turc.
En Göncöl, (també Döncöl, Güncü) d'altra banda, tenia una enorme saviesa. Parlava amb els animals, entenia llenguatge dels estels, i a més va inventar l'ensinistrament de cavalls tal com el coneixem. Segons es diu, la seva perxa fou estirada per tants cavalls que es va trencar i doblegar diverses vegades. Ningú no va veure'l morir, es diu que senzillament es va esvanir cap a les estrelles. Göncöl, l'entrenador, es pot veure de nit. És l'Ossa major, i la cua de l'ossa és la perxa de l'entrenador.